# 広陵高等学校 (広島県)
広陵高等学校（こうりょうこうとうがっこう）は、広島県広島市安佐南区伴東に所在する私立高等学校。ユネスコスクール加盟校。

## 概要
大正期には修道中（現在の修道中学校・修道高等学校）、明道中（1923年廃校）とともに広島三中と呼ばれていた。

### 沿革
- 1896年（明治29年）2月 - 鶴虎太郎、広島にて数理学会を設立。
- 1898年4月 - 数理学会を究数学院と改称、1900年に中学科を設置。
- 1901年5月 - 究数学院中学科を私立広陵中学校と改称。
- 1907年4月 - 呉服商・石田米助の出資を仰いで、中学校令による旧制中学校として認可（校主：石田米助・校長：鶴虎太郎）。現在、フジグラン広島があるあたりで開学した。
- 1920年（大正９年）夏 - 石田米助の死後に跡を継いだ長男・石田真一校主と鶴校長との間で学校運営をめぐる対立が表面化。11月に石田校主は鶴へ校長解任を通告、一連の校主側と校長側との対立が「（第一次）広陵事件」として全国に報道される。
- 1921年3月 - 仲裁の結果、学校分割を決定。鶴校長側は材木商・田中イト他の出資を得て、新たに宇品町の千田廟公園隣接地（現・南区宇品、みゆきプラザが現在は建っている：右地図参照）に財団法人広陵中学校を設立。石田校主側は広陵中学校を山陽中学校に改称するとともに、財団法人山陽中学校（のちに財団法人石田学園に改称）を設立した。
- 1925年 ‐ 鶴虎太郎校長退任
- 1945年（昭和20年）8月 - 原爆投下により講堂及び教室一棟が倒壊。
- 1948年5月 - 学制改革により広陵高等学校（全日制普通科）を開校。
- 1950年4月 - 定時制（普通科）を併設。
- 1951年3月 - 私立学校法の制定により学校法人広陵学園が発足。
- 1953年4月 - 全日制・定時制とも商業科を併設。
- 1958年1月 - 現行の校章・校旗・校歌を制定。
- 1971年4月 - 安佐南区に広陵幼稚園を開園。
- 1973年4月 - 広陵高等学校を現校地に全面移転。
- 1974年4月 - 理数科を新設。
- 1998年4月 - 男女共学に移行。
- 2000年頃 - この頃までに定時制の普通科と商業科を廃止。
- 2003年 - 商業科の募集を停止。
- 2005年 - 理数科の募集を停止。
- 2017年 - 硬式野球部がライバル広島商業に並ぶ県内最多22回目（3年ぶり）の全国高等学校野球選手権大会に出場。結果は決勝で花咲徳栄高等学校に破れ準優勝となる。
- 2021年5月 - 全校生徒に1人1台のタブレット端末を配布し、持参を義務とする。

### 設置課程・学科
- 全日制課程普通科
  - 普通科I類・特別進学コース
  - 普通科II類

### 校訓・学校教育目標
- 校訓は、「質実剛健」[1]。
- 建学の精神は、「教育は愛なり」である[1]。
- 広陵高校が果たすべき役割（ミッション）として、「高い志を持ち、自らの夢や目標に向かってチャレンジする生徒を育て、地域社会・国際社会に貢献する有為な人物を育成する」ことを掲げている[1]。

### 校章
1958年に改訂された校章は、広陵の頭文字「K」の中央に「高」を配したものである。Kを構成する線は、広島市を流れる太田川や、進取・努力・剛健の気風、より高きものを求める青年期の理想を描いている。

### 校歌
作詞は葛原しげる、作曲は川崎優による。歌詞は「ましぐらに　昼も夜も」で始まり、「われらの広陵」で終わる。

## 基礎データ

### 所在地
- 広島県広島市安佐南区伴東3丁目14番1号

### アクセス
- アストラムライン 伴駅（広陵高校前）から徒歩約8分[2]
  - アストラムライン：本通・県庁前・新白島駅・大町・上安方面 - 伴駅 - 大原・大塚・広域公園前方面
- スポーツセンター前バス停下車[2]
  - 若葉台線（フォーブル[3]）：大原駅方面 - スポーツセンター前 - 若葉台方面
- 広陵学園入口バス停下車[2]
  - 65号線（広電バス[4]）：広島バスセンター・市立大学前方面 - 広陵学園入口 - 上安駅・安佐動物公園・あさひが丘方面
- スクールバスが3方面から運行（高陽方面コース、可部方面コース、佐伯区方面コース）[2]

## 部活動
硬式野球部は多くのプロ野球選手を輩出しており、旧制中学校時代から全国大会（甲子園球場他）に出場するなど日本の高校野球では広島商業高校とともに全国的に有名である。特に、春の選抜大会では1926年（第3回）、1991年（第63回）、2003年（第75回）と3回優勝しており、「春の広陵」の異名がある。春の選抜で大正、昭和、平成、令和の4元号で出場したのは本校と高松商業、そして早稲田実業の3校である。夏の選手権大会では1927年（第13回）、1967年（第49回）、2007年（第89回）、2017年（第99回）と決勝戦には4回進出しているが、4回とも準優勝に終わっている（準優勝は春夏合計7回）。夏の選手権も4元号で出場した。春の選抜と夏の選手権のいずれかで、大正、昭和、平成、令和の4元号でベスト4を記録したのは、2025年3月時点で本校のみである。また、国体は2017年に初優勝を飾っている。
その他、軟式野球部、ボクシング部、テニス部、ゴルフ部なども優秀な成績を収めている。

## 不祥事
- 2016年、硬式野球部は部員の暴力（1年生同士）で1カ月間の対外試合禁止になった[6]。
- 2025年、硬式野球部は部内の暴力行為および同校に対する誹謗中傷や犯罪予告を受け、夏の選手権大会（第107回全国高等学校野球選手権大会）を大会中[注 2]に辞退した。

## 著名な卒業生・出身者

### 野球
- 加藤喜作
- 中尾長
- 田部武雄
- 小川年安
- 平桝敏男
- 戒能朶一
- 岩本義行
- 倉本信護
- 田部輝男
- 濃人渉
- 白石勝巳
- 橋本正吾
- 門前眞佐人
- 岡田宗芳
- 海蔵寺弘司
- 岩本信一
- 木下強三
- 梁川郁雄
- 久保祥次
- 三浦和美
- 福富邦夫
- 佐々木孝次
- 川内雄富
- 須山成二
- 河井昭司
- 佐伯和司
- 竹桝和也
- 杉浦三六
- 光井正和
- 原伸次
- 石橋文雄
- 定詰雅彦
- 本原正治
- 金本知憲
- 西村龍次（1年次に中退、寒川高校に転校）
- 堀江賢治
- 福原忍
- 二岡智宏
- 佐竹健太
- 山﨑賢太
- 稲田直人
- 川本大輔
- 新井良太
- 西村健太朗
- 白濱裕太
- 上本博紀
- 藤川俊介
- 吉川光夫
- 野村祐輔
- 小林誠司
- 土生翔平
- 中田廉
- 上本崇司
- 有原航平
- 福田周平
- 上原健太
- 吉持亮汰
- 佐野恵太
- 太田光
- 中村奨成
- 吉川雄大
- 河野佳
- 髙太一
- 宗山塁
- 渡部聖弥
- ガラニン・ヤン（独立リーグ）
- 丸子達也（社会人野球）
- 八十川胖（元明治大学野球部監督）
- 本川貢（元近畿大学野球部監督）
- 中井哲之（現硬式野球部監督）
- 橘修（元パ・リーグ審判員、台湾野球技術向上委員）
- 水口拓弥（プロ野球審判員）
- 三原新二郎（元京都外大西高校硬式野球部監督、元山陽高校硬式野球部監督）
- 宇根洋介（近畿大学、電電中国）
- 小泉吾郎（女子プロ野球創設者）

### ボクシング
- 三迫将弘（元プロボクサー、ウィン三迫ジム会長、愛媛県・新田高校から転入）
- 稲田千賢（プロボクサー）
- 上林巨人（プロボクサー）
- 増田陸（プロボクサー）
- 新本亜也（女子ボクシング・アジア大会メダリスト）

### 政治
- 松本滝蔵（元衆議院議員、内閣官房副長官）
- 山下八洲夫（元参議院議員）
- 福岡誠志（三次市長）

### アナウンサー
- 木村那津美（広島テレビアナウンサー)

### 芸能
- 島田洋七（漫才師）
- だるま二郎（俳優）
- 角川博（演歌歌手）
- ふじいあきら（マジシャン）
- 竹本洋介（歌手、元GiFT）
- 西光海（お笑い芸人・カレー）
- TEE（ヒップホップ系シンガー）
- 田中惇之（俳優）
- 吉村卓也（俳優）
- 山下雄三（歌手・中退）

### その他
- 大浦颯太（バスケットボール選手）
- 金澤利翼（ボディビルダー、トレーナー）
- 冨岡大地（バスケットボール選手）
- 内藤圭佑（プロサッカー選手）
- 中谷雄英（柔道家）
- 平尾順平（社会起業家）
- 松林宗恵（映画監督）
- 吉川潔（海軍少将）